# Villa Santa Lucia
Villa Santa Lucia ist eine italienische Gemeinde in der Provinz Frosinone in der Region Latium mit 2472 Einwohnern (Stand 31. Dezember 2023). Sie liegt 125 km südöstlich von Rom und 47 km südöstlich von Frosinone.

## Geographie
Villa Santa Lucia liegt oberhalb des Tals des Liri am Südabhang des Monte Cairo (1669 m).
Es ist Mitglied der Comunità Montana Valle del Liri.
Die Nachbarorte sind Cassino, Piedimonte San Germano, Pignataro Interamna und Terelle.

## Bevölkerungsentwicklung
| Jahr      | 1861 | 1881 | 1901 | 1921 | 1936 | 1951 | 1971 | 1991 | 2001 | 2017 |
| --------- | ---- | ---- | ---- | ---- | ---- | ---- | ---- | ---- | ---- | ---- |
| Einwohner | 1838 | 1761 | 1937 | 2329 | 2538 | 2180 | 2092 | 2386 | 2622 | 2602 |

Quelle: ISTAT

## Politik
Antonio Iannarelli (Bürgerliste) wurde im April 2008 zum Bürgermeister gewählt. Mit der Wahl vom 26. Mai 2013 wurde er im Amte bestätigt.

## Kulinarische Spezialitäten
In der Umgebung der Gemeinde werden Reben der Sorte Montepulciano für den DOC-Wein Montepulciano d’Abruzzo angebaut.